# Рібамонтан-аль-Мар
Рібамонтан-аль-Мар (ісп. Ribamontán al Mar) — муніципалітет в Іспанії, у складі автономної спільноти Кантабрія. Населення — 4408 осіб (2009).
Муніципалітет розташований на відстані близько 340 км на північ від Мадрида, 11 км на схід від Сантандера.
На території муніципалітету розташовані такі населені пункти: Карріасо (адміністративний центр), Кастанедо, Галісано, Лангре, Лоредо, Сомо, Суеса.

## Демографія
Динаміка населення (INE ):

## Галерея зображень

Розташування муніципалітету